# 2019 a sportban
2019 a sportban a 2019-es év fontosabb sporteseményeit tartalmazza.

## Események

### Január
| Dátum                                | Sportág                    | Esemény                                                           | Helyszín                                                               |
| ------------------------------------ | -------------------------- | ----------------------------------------------------------------- | ---------------------------------------------------------------------- |
| 2018. december 13. – 2019. január 1. | darts                      | 2019-es PDC-dartsvilágbajnokság                                   | London (Alexandra Palace) Anglia                                       |
| január 1.                            | jégkorong                  | 2019-es NHL Winter Classic                                        | Notre Dame, Indiana Amerikai Egyesült Államok                          |
| 2018. december 26. – 2019. január 5. | jégkorong                  | 2019-es U20-as jégkorong-világbajnokság                           | Vancouver és Victoria, Kanada                                          |
| 2018. december 29. – 2019. január 5. | tenisz                     | 2019-es Hopman-kupa                                               | Perth, Ausztrália                                                      |
| január 5–13.                         | darts                      | 2019-es BDO-dartsvilágbajnokság                                   | Frimley Green, Anglia                                                  |
| január 5. – február 1.               | labdarúgás                 | 2019-es Ázsia-kupa                                                | Abu-Dzabi, Dubaj, El-Ajn, Sardzsa, Egyesült Arab Emírségek             |
| január 6–12.                         | jégkorong                  | 2019-es U18-as női jégkorong-világbajnokság Divízió I – B-csoport | Dumfries, Nagy-Britannia                                               |
| január 6–13.                         | jégkorong                  | 2019-es U18-as női jégkorong-világbajnokság                       | Obihiro, Japán                                                         |
| január 7–13.                         | jégkorong                  | 2019-es U18-as női jégkorong-világbajnokság Divízió I – A-csoport | Radenthein, Ausztria                                                   |
| január 7–17.                         | tereprali                  | 2019-es Dakar-rali                                                | Peru                                                                   |
| január 10–27.                        | kézilabda                  | 2019-es férfi kézilabda-világbajnokság                            | Koppenhága, Herning, Dánia Berlin, Köln, München, Hamburg, Németország |
| január 11–13.                        | gyorskorcsolya             | 2019-es gyorskorcsolya-Európa-bajnokság                           | Renon, Olaszország                                                     |
| január 11–13.                        | rövidpályás gyorskorcsolya | 2019-es rövidpályás gyorskorcsolya-Európa-bajnokság               | Dordrecht, Hollandia                                                   |
| január 13–20.                        | snooker                    | 2019-es Masters                                                   | London, Anglia                                                         |
| január 14–27.                        | tenisz                     | 2019-es Australian Open                                           | Melbourne, Ausztrália                                                  |
| január 17–20.                        | curling                    | 2019-es kontinentális kupa                                        | Paradise, Nevada, Amerikai Egyesült Államok                            |
| január 18–19.                        | szánkó                     | 2019-es junior szánkó-Európa-bajnokság                            | St. Moritz, Svájc                                                      |
| január 19–20.                        | autóverseny                | 2019-es Race of Champions                                         | Mexikóváros, Mexikó                                                    |
| január 20. – február 13.             | labdarúgás                 | 2019-es Dél-amerikai U20-as labdarúgó-bajnokság                   | Curicó, Rancagua, Talca, Chile                                         |
| január 21–27.                        | műkorcsolya                | 2019-es műkorcsolya-Európa-bajnokság                              | Minszk, Fehéroroszország                                               |
| január 26–27.                        | jégkorong                  | 64. NHL All-Star-gála                                             | San José, Kalifornia, Amerikai Egyesült Államok                        |
| január 27.                           | amerikai futball           | 2019-es Pro Bowl                                                  | Orlando, Florida, Amerikai Egyesült Államok                            |
| január 27. – február 3.              | jéglabda                   | 2019-es jéglabda-világbajnokság                                   | Vänersborg, Svédország                                                 |

### Február
| Dátum                     | Sportág               | Esemény                                            | Helyszín                                                                          |
| ------------------------- | --------------------- | -------------------------------------------------- | --------------------------------------------------------------------------------- |
| február 1 – 9.            | síelés                | 2019-es szabadstílusú sívilágbajnokság             | Park City, Amerikai Egyesült Államok                                              |
| február 3.                | amerikai futball      | Super Bowl LIII                                    | Atlanta, Georgia, Amerikai Egyesült Államok                                       |
| február 5 – 17.           | síelés                | 2019-es alpesisí-világbajnokság                    | Åre, Svédország                                                                   |
| február 7 – 10.           | gyorskorcsolya        | 2019-es távonkénti gyorskorcsolya-világbajnokság   | Inzell, Ausztria                                                                  |
| február 13 – 17.          | tollaslabda           | 2019-es vegyes csapat tollaslabda-Európa-bajnokság | Koppenhága, Dánia                                                                 |
| február 16 – 17.          | atlétika              | 2019-es magyar fedett pályás atlétikai bajnokság   | Budapest, Magyarország                                                            |
| február 17.               | NASCAR Cup Series     | 2019-es daytonai 500                               | Daytona International Speedway, Daytona Beach, Florida, Amerikai Egyesült Államok |
| február 17.               | kosárlabda            | 2019-es NBA All-Star gála                          | Charlotte, Észak-Karolina, Amerikai Egyesült Államok                              |
| február 19.               | NASCAR Xfinity Series | 2019-es NASCAR Racing Experience 300               | Daytona International Speedway, Daytona Beach, Florida, Amerikai Egyesült Államok |
| február 20. – március 3.  | északi si             | 2019-es északisí-világbajnokság                    | Seefeld, Ausztria                                                                 |
| február 23.               | NASCAR Xfinity Series | 2019-es Rinnai 250                                 | Atlanta Motor Speedway, Hampton, Georgia, Amerikai Egyesült Államok               |
| február 23 – 24.          | gyorskorcsolya        | 2019-es sprint gyorskorcsolya-világbajnokság       | Heerenveen, Hollandia                                                             |
| február 25. – március 10. | bob és szkeleton      | 2019-es bobvilágbajnokság                          | Whistler, Kanada                                                                  |
| február 27. – március 3.  | kerékpár              | 2019-es pályakerékpáros-világbajnokság             | Pruszków, Lengyelország                                                           |

### Március
| Dátum                 | Sportág                    | Esemény                                           | Helyszín                                                               |
| --------------------- | -------------------------- | ------------------------------------------------- | ---------------------------------------------------------------------- |
| március 1–3.          | atlétika                   | 2019-es fedett pályás atlétikai Európa-bajnokság  | Glasgow, Egyesült Királyság                                            |
| március 2.            | NASCAR Xfinity Series      | 2019-es Boyd Gaming 300                           | Las Vegas Motor Speedway, Las Vegas, Nevada, Amerikai Egyesült Államok |
| március 2–3.          | gyorskorcsolya             | 2019-es összetett gyorskorcsolya-világbajnokság   | Calgary, Kanada                                                        |
| március 7–17.         | biatlon                    | 2019-es biatlon-világbajnokság                    | Östersund, Svédország                                                  |
| március 8–10.         | rövidpályás gyorskorcsolya | 2019-es rövidpályás gyorskorcsolya-világbajnokság | Szófia, Bulgária                                                       |
| március 8–15.         | súlyemelés                 | 2019-es ifjúsági súlyemelő-világbajnokság         | Las Vegas, Amerikai Egyesült Államok                                   |
| március 9.            | NASCAR Xfinity Series      | 2019-es iK9 Service Dog 200                       | Phoenix Raceway, Avondale, Arizona, Amerikai Egyesült Államok          |
| március 15–25.        | sportlövészet              | 2019-es 10 métereres sportlövő-Európa-bajnokság   | Eszék, Szerbia                                                         |
| március 16–24.        | curling                    | 2019-es női curling-világbajnokság                | Silkeborg, Dánia                                                       |
| március 16.           | NASCAR Xfinity Series      | 2019-es Production Alliance Group 300             | Auto Club Speedway, Fontana, Kalifornia, Amerikai Egyesült Államok     |
| március 17.           | Formula–1                  | 2019-es Formula–1 ausztrál nagydíj                | Melbourne, Ausztrália                                                  |
| március 18–24.        | műkorcsolya                | 2019-es műkorcsolya- és jégtánc-világbajnokság    | Szaitama, Japán                                                        |
| március 27–30.        | úszás                      | 2019-es magyar úszóbajnokság                      | Debrecen, Magyarország                                                 |
| március 28–április 5. | curling                    | 2019-es férfi curling-világbajnokság              | Glasgow, Skócia                                                        |
| március 30.           | atlétika                   | 2019-es mezeifutó-Európa-bajnokság                | Aarhus, Dánia                                                          |
| március 30.           | NASCAR Xfinity Series      | 2019-es My Bariatric Solutions 300                | Texas Motor Speedway, Fort Worth, Texas, Amerikai Egyesült Államok     |
| március 31.           | Formula–1                  | 2019-es Formula–1 bahreini nagydíj                | Szahír, Bahrein                                                        |

### Április
| Dátum               | Sportág               | Esemény                                                | Helyszín                                                              |
| ------------------- | --------------------- | ------------------------------------------------------ | --------------------------------------------------------------------- |
| április 4–14.       | jégkorong             | 2019-es IIHF női jégkorong-világbajnokság              | Espoo, Finnország                                                     |
| április 6.          | NASCAR Xfinity Series | 2019-es 2019 Alsco 300                                 | Bristol Motor Speedway, Bristol, Tennessee, Amerikai Egyesült Államok |
| április 6–13.       | súlyemelés            | 2019-es súlyemelő-Európa-bajnokság                     | Batumi, Grúzia                                                        |
| április 7–13.       | jégkorong             | 2019-es női IIHF divízió I-es jégkorong-világbajnokság | Budapest, Magyarország                                                |
| április 10–14.      | torna                 | 2019-es tornász-Európa-bajnokság                       | Szczecin, Lengyelország                                               |
| április 12.         | NASCAR Xfinity Series | 2019-es ToyotaCare 250                                 | Richmond Raceway, Richmond, Virginia, Amerikai Egyesült Államok       |
| április 12–14.      | műkorcsolya           | 2019-es szinkronkorcsolya-világbajnokság               | Helsinki, Finnország                                                  |
| április 14.         | Formula–1             | 2019-es Formula–1 kínai nagydíj                        | Sanghaj, Kína                                                         |
| április 15.         | atlétika              | 2019-es bostoni maraton                                | Boston, Massachusetts, Amerikai Egyesült Államok                      |
| április 18–28.      | jégkorong             | 2019-es U18-as jégkorong-világbajnokság                | Örnsköldsvik, Umeå, Svédország                                        |
| április 20.         | cselgáncs             | 2019-es magyar cselgáncs-bajnokság                     | Kecskemét, Magyarország                                               |
| április 20–27.      | curling               | 2019-es vegyes páros curling-világbajnokság            | Stavanger, Norvégia                                                   |
| április 20–28.      | súlyemelés            | 2019-es súlyemelő-Ázsia-bajnokság                      | Ningbo, Kína                                                          |
| április 21–28.      | asztalitenisz         | 2019-es asztalitenisz-világbajnokság                   | Budapest, Magyarország                                                |
| április 27.         | NASCAR Xfinity Series | 2019-es MoneyLion 300                                  | Talladega Superspeedway, Lincoln, Alabama, Amerikai Egyesült Államok  |
| április 28.         | Formula–1             | 2019-es Formula–1 azeri nagydíj                        | Baku, Azerbajdzsán                                                    |
| április 28.         | atlétika              | 2019-es londoni maraton                                | London, Anglia                                                        |
| április 28–május 5. | jégkorong             | 2019-es IIHF divízió I-es jégkorong-világbajnokság     | Nur-Szultan, Kazahsztán                                               |

### Május
| Dátum                  | Sportág               | Esemény                                                     | Helyszín                                                                     |
| ---------------------- | --------------------- | ----------------------------------------------------------- | ---------------------------------------------------------------------------- |
| május 3–19.            | labdarúgás            | 2019-es U17-es labdarúgó-Európa-bajnokság                   | Dublin, Longford, Waterford, Wicklow, Írország                               |
| május 4.               | NASCAR Xfinity Series | 2019-es Allied Steel Buildings 200                          | Dover Motor Speedway, Dover, Delaware, Amerikai Egyesült Államok             |
| május 5–17.            | labdarúgás            | 2019-es U17-es női labdarúgó-Európa-bajnokság               | Albena, Balcsik, Dobrics, Kavarna, Bulgária                                  |
| május 10–26.           | jégkorong             | 2019-es IIHF jégkorong-világbajnokság                       | Pozsony, Kassa, Szlovákia                                                    |
| május 11–12.           | atlétika              | 2019-es váltó atlétikai világbajnokság                      | Jokohama, Japán                                                              |
| május 11–június 2.     | kerékpár              | 2019-es Giro d’Italia                                       | Olaszország                                                                  |
| május 12.              | Formula–1             | 2019-es Formula–1 spanyol nagydíj                           | Barcelona, Spanyolország                                                     |
| május 15–19.           | taekwondo             | 2019-es taekwondo-világbajnokság                            | Manchester, Egyesült Királyság                                               |
| május 15–26.           | teke                  | 2019-es csapat teke-világbajnokság                          | Rokycany, Csehország                                                         |
| május 18.              | labdarúgás            | 2019-es UEFA Női Bajnokok Ligája-döntő                      | Budapest, Magyarország                                                       |
| május 25.              | labdarúgás            | 2019-es magyar labdarúgókupa-döntő                          | Budapest, Magyarország                                                       |
| május 25.              | NASCAR Xfinity Series | 2019-es Alsco 300                                           | Charlotte Motor Speedway, Concord, Észak-Karolina, Amerikai Egyesült Államok |
| május 26.              | Formula–1             | 2019-es Formula–1 monacói nagydíj                           | Monte-Carlo, Monaco                                                          |
| május 26. – június 9.  | tenisz                | 2019-es Roland Garros                                       | Párizs, Franciaország                                                        |
| május 29.              | labdarúgás            | 2019-es Európa-liga-döntő                                   | Olimpiai Stadion, Baku, Azerbajdzsán                                         |
| május 29. – június 19. | sakk                  | 2020-as női sakkvilágbajnokság világbajnokjelöltek versenye | Kazany, Oroszország                                                          |
| május 30. – június 2.  | triatlon              | 2019-es olimpiai távú triatlon-Európa-bajnokság             | Weert, Hollandia                                                             |
| május 30. – június 7.  | kajak                 | 2019-es szlalom kajak-Európa-bajnokság                      | Pau, Franciaország                                                           |
| május 30. – július 14. | krikett               | 2019-es krikett-világbajnokság                              | Anglia és Wales                                                              |

### Június
| Dátum                   | Sportág               | Esemény                                  | Helyszín                                                                       |
| ----------------------- | --------------------- | ---------------------------------------- | ------------------------------------------------------------------------------ |
| június 1.               | labdarúgás            | 2019-es UEFA-bajnokok ligája-döntő       | Metropolitano Stadion, Madrid, Spanyolország                                   |
| június 1.               | NASCAR Xfinity Series | 2019-es Pocono Green 250                 | Pocono Raceway, Long Pond, Pennsylvania, Amerikai Egyesült Államok             |
| június 1 – 2.           | evezés                | 2019-es evezős-Európa-bajnokság          | Luzern, Svájc                                                                  |
| június 1 – 2.           | kézilabda             | 2018–2019-es EHF-bajnokok ligája döntő   | Köln, Németország                                                              |
| június 6 – 8.           | vízilabda             | 2018–2019-es LEN-bajnokok ligája döntő   | Hannover, Németország                                                          |
| június 6 – 30.          | labdarúgás            | 2019-es Copa América                     | Brazília                                                                       |
| június 7 – 30.          | labdarúgás            | 2019-es afrikai nemzetek kupája          | Egyiptom                                                                       |
| június 7. – július 7.   | labdarúgás            | 2019-es női labdarúgó-világbajnokság     | Franciaország                                                                  |
| június 8.               | NASCAR Xfinity Series | 2019-es LTi Printing 250                 | Michigan International Speedway, Brooklyn, Michigan, Amerikai Egyesült Államok |
| június 9.               | Formula–1             | 2019-es Formula–1 kanadai nagydíj        | Montréal, Kanada                                                               |
| június 9.               | labdarúgás            | 2019-es UEFA Nemzetek Ligája-döntő       | Estádio do Dragão, Porto, Portugália                                           |
| június 10 – 16.         | íjászat               | 2019-es íjászat-Európa-bajnokság         | ’s-Hertogenbosch, Hollandia                                                    |
| június 11 – 16.         | kerékpár              | 2019-es Tour de Hongrie                  | Magyarország                                                                   |
| június 16.              | NASCAR Xfinity Series | 2019-es CircuitCity.com 250              | Iowa Speedway, Newton, Iowa, Amerikai Egyesült Államok                         |
| június 17 – 22.         | vívás                 | 2019-es vívó-Európa-bajnokság            | Düsseldorf, Németország                                                        |
| június 18. – július 18. | labdarúgás            | 2019-es CONCACAF-aranykupa               | Amerikai Egyesült Államok Costa Rica Jamaica                                   |
| június 20 – 30.         |                       | 2019. évi Európa-játékok                 | Minszk, Fehéroroszország                                                       |
| június 23.              | Formula–1             | 2019-es Formula–1 francia nagydíj        | Le Castelle, Franciaország                                                     |
| június 26 – 28.         | triatlon              | 2019-es sprint triatlon-Európa-bajnokság | Kazany, Oroszország                                                            |
| június 27. – július 7.  | kosárlabda            | 2019-es női kosárlabda-Európa-bajnokság  | Szerbia Lettország                                                             |
| június 29.              | NASCAR Xfinity Series | 2019-es Camping World 300                | Chicagoland Speedway, Ingalls Park, Illinois, Amerikai Egyesült Államok        |
| június 29. – július 21. | kerékpár              | 2019-es Tour de France                   | Franciaország                                                                  |
| június 30.              | Formula–1             | 2019-es Formula–1 osztrák nagydíj        | Spielberg, Ausztria                                                            |

### Július
| Dátum         | Sportág                                                                  | Esemény                                       | Helyszín                                                                          |
| ------------- | ------------------------------------------------------------------------ | --------------------------------------------- | --------------------------------------------------------------------------------- |
| július 1–14.  | Tenisz                                                                   | 2019-es wimbledoni teniszbajnokság            | London, Egyesült Királyság                                                        |
| július 3–14.  |                                                                          | 2019. évi nyári universiade                   | Nápoly, Olaszország                                                               |
| július 5.     | NASCAR Xfinity Series                                                    | 2019-es Circle K Firecracker 250              | Daytona International Speedway, Daytona Beach, Florida, Amerikai Egyesült Államok |
| július 6–28.  | Országútikerékpár                                                        | 2019-es Tour de France                        | Franciaország                                                                     |
| július 8–15.  | Sportlövészet                                                            | 2019-es futócéllövő-Európa-bajnokság          | Gyenesdiás, Magyarország                                                          |
| július 11–21. | Kézilabda                                                                | 2019-es junior női kézilabda-Európa-bajnokság | Győr, Magyarország                                                                |
| július 12.    | NASCAR Xfinity Series                                                    | 2019-es Alsco 300                             | Kentucky Speedway, Sparta, Kentucky, Amerikai Egyesült Államok                    |
| július 12–28. | Úszás, műugrás és toronyugrás szinkronúszás, nyílt vízi úszás, vízilabda | 2019-es úszó-világbajnokság                   | Kvangdzsu, Dél-Korea                                                              |
| július 14.    | Formula–1                                                                | 2019-es Formula–1 brit nagydíj                | Silverstone, Egyesült Királyság                                                   |
| július 14–27. | Labdarúgás                                                               | 2019-es U19-es labdarúgó-Európa-bajnokság     | Örményország                                                                      |
| július 15–23. | Vívás                                                                    | 2019-es vívó-világbajnokság                   | Budapest, Magyarország                                                            |
| július 16–28. | Labdarúgás                                                               | 2019-es U19-es női labdarúgó-Európa-bajnokság | Skócia                                                                            |
| július 18–20. | Vitorlázás                                                               | 2019-es kékszalag tókerülő verseny            | Balaton, Magyarország                                                             |
| július 20.    | NASCAR Xfinity Series                                                    | 2019-es ROXOR 200                             | New Hampshire Motor Speedway, Loudon, New Hampshire, Amerikai Egyesült Államok    |
| július 23–28. | Kerékpár                                                                 | 2019-es BMX-világbajnokság                    | Heusden-Zolder, Belgium                                                           |
| július 23–28. | Sportlövészet                                                            | 2019-es koronglövő-világbajnokság             | Lonato, Olaszország                                                               |
| július 25–28. | Kajak-kenu                                                               | 2019-es maratoni kajak-kenu világbajnokság    | Decize, Franciaország                                                             |
| július 27.    | NASCAR Xfinity Series                                                    | 2019-es U.S. Cellular 250                     | Iowa Speedway, Newton, Iowa, Amerikai Egyesült Államok                            |
| július 27–28. | Atlétika                                                                 | 2019-es magyar atlétikai bajnokság            | Budapest, Magyarország                                                            |
| július 28.    | Formula–1                                                                | 2019-es Formula–1 német nagydíj               | Hockenheim, Németország                                                           |

### Augusztus
| Dátum                          | Sportág     | Esemény                                       | Helyszín                                              |
| ------------------------------ | ----------- | --------------------------------------------- | ----------------------------------------------------- |
| augusztus 1. – 11.             | Kézilabda   | 2019-es U17-es női kézilabda-Európa-bajnokság | Celje, Szlovénia                                      |
| augusztus 4.                   | Formula–1   | 2019-es Formula–1 magyar nagydíj              | Mogyoród, Magyarország                                |
| augusztus 9. – 11.             | Atlétika    | 2019-es csapat atlétikai Európa-bajnokság     |                                                       |
| augusztus 14.                  | Labdarúgás  | 2019-es UEFA-szuperkupa                       | Vodafone Park, Isztambul, Törökország                 |
| augusztus 17. – 25.            | Röplabda    | 2019-es női röplabda-Ázsia-bajnokság          | Szöul, Dél-Korea                                      |
| augusztus 19. – 25.            | Tollaslabda | 2019-es tollaslabda-világbajnokság            | Bázel, Svájc                                          |
| augusztus 19. – 31.            |             | 2019. évi Afrikai játékok                     | Rabat, Marokkó                                        |
| augusztus 20 – 25.             | Úszás       | 2019-es junior úszó-világbajnokság            | Budapest, Magyarország                                |
| augusztus 21. – 25.            | Kajak-kenu  | 2019-es gyorsasági kajak-kenu világbajnokság  | Szeged, Magyarország                                  |
| augusztus 23. – szeptember 1.  | Evezés      | 2019-es evezős-világbajnokság                 | Linz, Ausztria                                        |
| augusztus 23. – szeptember 8.  | Röplabda    | 2019-es női röplabda-Európa-bajnokság         | Lengyelország, Magyarország, Törökország, Szlovákia   |
| augusztus 25. – 31.            | Cselgáncs   | 2019-es cselgáncs-világbajnokság              | Tokió, Japán                                          |
| augusztus 26. – szeptember 9.  | Tenisz      | 2019-es US Open                               | Flushing Meadows, New York, Amerikai Egyesült Államok |
| augusztus 30. – szeptember 1.  | Kosárlabda  | 2019-es 3×3-as kosárlabda-Európa-bajnokság    | Debrecen, Magyarország                                |
| augusztus 31. – szeptember 15. | Kosárlabda  | 2019-es férfi kosárlabda-világbajnokság       | Kína                                                  |

### Szeptember
| Dátum                    | Sportág                    | Esemény                                            | Helyszín                                     |
| ------------------------ | -------------------------- | -------------------------------------------------- | -------------------------------------------- |
| szeptember 1.            | Atlétika                   | 2019-es 50 kilométeres gyalogló-világbajnokság     | Brassó, Románia                              |
| szeptember 1.            | Formula–1                  | 2019-es Formula–1 belga nagydíj                    | Spa, Belgium                                 |
| szeptember 2–11.         | Ökölvívás                  | 2019-es amatőr ökölvívó-világbajnokság             | Szocsi, Oroszország                          |
| szeptember 3–8.          | Asztalitenisz              | 2019-es csapat asztalitenisz-Európa-bajnokság      | Nantes, Franciaország                        |
| szeptember 3–9.          | Öttusa                     | 2019-es öttusa-világbajnokság                      | Budapest, Magyarország                       |
| szeptember 3–17.         | Sportlövészet              | 2019-es koronglövő-Európa-bajnokság                | Lonato, Olaszország                          |
| szeptember 7–9.          | Öttusa                     | 2019-es laser run világbajnokság                   | Budapest, Magyarország                       |
| szeptember 8.            | Formula–1                  | 2019-es Formula–1 olasz nagydíj                    | Monza, Olaszország                           |
| szeptember 9–október 4.  | Sakk                       | 2019-es sakkvilágkupa                              | Hanti-Manszijszk, Oroszország                |
| szeptember 12–15.        | Testépítés                 | 2019-es Mr. Olympia                                | Las Vegas, Nevada, Amerikai Egyesült Államok |
| szeptember 12–23.        | Sportlövészet              | 2019-es sportlövő-Európa-bajnokság                 | Bologna, Olaszország                         |
| szeptember 12–29.        | Röplabda                   | 2019-es férfi röplabda-Európa-bajnokság            | Belgium, Franciaország, Hollandia, Szlovénia |
| szeptember 13. – 21      | Röplabda                   | 2019-es férfi röplabda-Ázsia-bajnokság             | Teherán, Irán                                |
| szeptember 14–22.        | Birkózás                   | 2019-es birkózó-világbajnokság                     | Nur-Szultan, Kazahsztán                      |
| szeptember 16–22.        | Ritmikus gimnasztika       | 2019-es ritmikus gimnasztika-világbajnokság        | Baku, Azerbajdzsán                           |
| szeptember 18–27.        | Súlyemelés                 | 2019-es súlyemelő-világbajnokság                   | Pattaja, Thaiföld                            |
| szeptember 22.           | Formula–1                  | 2019-es Formula–1 szingapúri nagydíj               | Szingapúr                                    |
| szeptember 22–29.        | Országúti kerékpár         | 2019-es országúti kerékpár-világbajnokság          | Harrogate, Egyesült Királyság                |
| szeptember 24–29.        | Kajak-kenu                 | 2019-es szlalom kajak-világbajnokság               | La Seu d’Urgell, Spanyolország               |
| szeptember 27–október 6. | Atlétika                   | 2019-es atlétikai világbajnokság                   | Doha, Katar                                  |
| szeptember 28–29.        | Rövidpályás gyorskorcsolya | 2019-es magyar rövidpályásgyorskorcsolya-bajnokság | Budapest, Magyarország                       |
| szeptember 29.           | Formula–1                  | 2019-es Formula–1 orosz nagydíj                    | Szocsi, Oroszország                          |

### Október
| Dátum                  | Sportág    | Esemény                                    | Helyszín                          |
| ---------------------- | ---------- | ------------------------------------------ | --------------------------------- |
| október 4–13.          | Torna      | 2019-es tornász-világbajnokság             | Stuttgart, Németország            |
| október 10–13.         | Kajak-kenu | 2019-es kajak-kenu maratoni világbajnokság | Saohszing, Kína                   |
| október 10–21.         | Sakk       | 2019-es FIDE Chess.com Grand Swiss         | Isle of Man, Egyesült Királyság   |
| október 12.            | Triatlon   | 2019-es ironman-világbajnokság             | Hawaii, Amerikai Egyesült Államok |
| október 13.            | Formula–1  | 2019-es Formula–1 japán nagydíj            | Szuzuka, Japán                    |
| október 23–november 3. | Sakk       | 2019-es sakkcsapat Európa-bajnokság        | Batumi, Grúzia                    |
| október 27.            | Formula–1  | 2019-es Formula–1 mexikói nagydíj          | Mexikóváros, Mexikó               |
| október 28–november 3. | Tenisz     | 2019-es WTA Finals                         | Sencsen, Kína                     |

### November
| Dátum                       | Sportág   | Esemény                              | Helyszín                                 |
| --------------------------- | --------- | ------------------------------------ | ---------------------------------------- |
| november 3.                 | Formula–1 | 2019-es Formula–1 amerikai nagydíj   | Austin, Texas, Amerikai Egyesült Államok |
| november 8.                 | Atlétika  | 2019-es mezeifutó Európa-bajnokság   | Lisszabon, Portugália                    |
| november 11 – 17.           | Tenisz    | 2019-es ATP World Tour Finals        | London, Egyesült Királyság               |
| november 17.                | Formula–1 | 2019-es Formula–1 brazil nagydíj     | São Paulo, Brazília                      |
| november 30. – december 15. | Kézilabda | 2019-es női kézilabda-világbajnokság | Japán                                    |

### December
| Dátum       | Sportág   | Esemény                             | Helyszín                           |
| ----------- | --------- | ----------------------------------- | ---------------------------------- |
| december 1. | Formula–1 | 2019-es Formula–1 abu-dzabi nagydíj | Abu-Dzabi, Egyesült Arab Emírségek |

## Halálozások

### Január
| Halálozás  | Név                            | Nemzetiség, sportág, eredmények                                      | Születés |
| ---------- | ------------------------------ | -------------------------------------------------------------------- | -------- |
| január 1.  | Ed Corney                      | Amerikai testépítő                                                   | 1933     |
| január 1.  | Ivan Dimitrov                  | Bolgár válogatott labdarúgó, olimpikon                               | 1935     |
| január 1.  | Freddie Glidden                | Skót labdarúgó                                                       | 1927     |
| január 1.  | Walt McKeel                    | Amerikai baseball játékos                                            | 1972     |
| január 2.  | Ramakant Achrekar              | Indiai krikett edző                                                  | 1932     |
| január 2.  | Jerry Buchek                   | World Series-bajnok amerikai baseball játékos                        | 1942     |
| január 2.  | Paulien van Deutekom           | Világbajnok holland rövidpályás gyorskorcsolyázó                     | 1981     |
| január 2.  | Jim Margraff                   | Amerikai amerikaifutball-edző                                        | 1960     |
| január 2.  | Joe McCabe                     | Ír hurling játékos                                                   | 1919     |
| január 2.  | Szoboszlay Miklós              | Romániai magyar labdarúgó, kapus                                     | 1925     |
| január 2.  | George Welsh                   | Amerikai amerikaifutball-edző                                        | 1933     |
| január 3.  | Roger Bastié                   | Francia rögbijátékos és edző                                         | 1932     |
| január 3.  | Bob Burrow                     | Amerikai kosárlabdázó                                                | 1934     |
| január 3.  | Gordon Crosby                  | Kanadai atléta, rövidtávfutó, olimpikon                              | 1927     |
| január 3.  | Jack Fennell                   | Angol rögbijátékos                                                   | 1933     |
| január 3.  | Radamel García                 | Kolumbiai válogatott labdarúgó, hátvéd, olimpikon                    | 1957     |
| január 3.  | Reg Holland                    | Angol labdarúgó                                                      | 1940     |
| január 3.  | William Miller                 | Amerikai kanadaifutballista                                          | 1957     |
| január 4.  | Miguel Gallastegui             | baszk-gipuzkoai baszk pelota játékos                                 | 1918     |
| január 4.  | Frank Mugglestone              | Angol rögbijátékos                                                   | 1924     |
| január 4.  | Nagy Árpád Lajos               | Magyar labdarúgó, csatár                                             | 1937     |
| január 4.  | John Nallen                    | Ír Gaelic futballjátékos                                             | 1932     |
| január 4.  | John Thornett                  | Ausztrál rögbijátékos                                                | 1935     |
| január 5.  | Rick Down                      | Amerikai baseball edző                                               | 1950     |
| január 5.  | Pete Manning                   | Amerikai amerikaifutball-játékos                                     | 1937     |
| január 5.  | Dragoslav Šekularac            | Olimpiai és Európa-bajnoki ezüstérmes szerb labdarúgó, edző          | 1937     |
| január 6.  | Joe Belmont                    | Amerikai kosárlabdázó és edző                                        | 1934     |
| január 6.  | Ben Coleman                    | Amerikai kosárlabdázó                                                | 1961     |
| január 6.  | Johan Claassen                 | Dél-afrikai rögbijátékos                                             | 1929     |
| január 6.  | George Crowe                   | Kanadai jégkorongozó és edző                                         | 1936     |
| január 6.  | Odette Drand                   | Francia vívó, olimpikon                                              | 1927     |
| január 6.  | Jack Garrick                   | Ausztrál ausztrálfutball-játékos                                     | 1926     |
| január 6.  | Lenny Green                    | Amerikai baseballjátékos                                             | 1933     |
| január 6.  | Roy Hilton                     | Super Bowl-győztes amerikai amerikaifutball-játékos                  | 1943     |
| január 6.  | Ron Hines                      | Ausztrál ausztrálfutball-játékos                                     | 1923     |
| január 6.  | Kwamie Lassiter                | Amerikai amerikaifutball-játékos                                     | 1969     |
| január 6.  | Ken Preston                    | Angol krikettjátékos                                                 | 1925     |
| január 6.  | René Steurbaut                 | Belga válogatott kosárlabdázó, olimpikon                             | 1928     |
| január 7.  | Aristeo Benavídez              | Argentin sielő, olimpikon                                            | 1927     |
| január 7.  | Laurie Gilfedder               | Angol rögbijátékos                                                   | 1935     |
| január 7.  | Francisco Hernández            | Costa-Rica-i válogatott labdarúgó, csatár                            | 1949     |
| január 7.  | Bernard Tchoullouyan           | Világbajnok és olimpiai bronzérmes francia cselgáncsozó              | 1953     |
| január 8.  | Bolvári Antal                  | Olimpiai és Európa-bajnok magyar vízilabdázó                         | 1932     |
| január 8.  | Stefan Eeckelaert              | Belga profi dartsjátékos                                             | 1964     |
| január 8.  | Khosro Harandi                 | Iráni nemzetközi sakkmester                                          | 1950     |
| január 8.  | Szergej Vlagyimirovics Hodakov | Paralimpiai bajnok orosz atléta                                      | 1966     |
| január 8.  | Julio Rubiano                  | Kolumbiai országútikerékpár-versenyző, olimpikon                     | 1953     |
| január 9.  | Filipe Abraão                  | Afrika-bajnok angolai válogatott kosárlabdázó                        | 1979     |
| január 9.  | Kjell Bäckman                  | Olimpiai bronzérmes svéd gyorskorcsolyázó                            | 1934     |
| január 12. | Zsitnik Béla                   | Olimpiai bronzérmes magyar evezős, edző, sportvezető                 | 1924     |
| január 21. | Raghbír Szingh Bhola           | Olimpiai bajnok és olimpiai ezüstérmes indiai gyeplabdázó            | 1927     |
| január 21. | Pedro Manfredini               | Copa América-bajnok argentin válogatott labdarúgó, csatár            | 1935     |
| január 26. | Ndaye Mulamba                  | / Afrikai nemzetek kupája-győztes zairei válogatott kongói labdarúgó | 1948     |
| január 28. | Otto Schubiger                 | Olimpiai bronzérmes svájci jégkorongozó                              | 1925     |
| január 29. | Jean-Pierre Boccardo           | Francia atléta, rövidtávfutó, olimpikon                              | 1942     |

### Február
| Halálozás   | Név                  | Nemzetiség, sportág, eredmények                                     | Születés |
| ----------- | -------------------- | ------------------------------------------------------------------- | -------- |
| február 4.  | Matt Brazier         | Angol labdarúgó, középpályás                                        | 1976     |
| február 4.  | Lepies György        | Magyar sportújságíró, úszó, vízilabdázó                             | 1935     |
| február 4.  | Mohamed Ofei Sylla   | Guineai válogatott labdarúgó, középpályás                           | 1974     |
| február 6.  | Jairo do Nascimento  | Brazil válogatott labdarúgó, kapus                                  | 1946     |
| február 6.  | Tilly van der Zwaard | Európa-bajnoki bronzérmes holland atléta, középtávfutó, olimpikon   | 1938     |
| február 7.  | Heidi Mohr           | Európa-bajnok német női válogatott labdarúgó, csatár                | 1967     |
| február 9.  | Fred Pickering       | Angol válogatott labdarúgó, csatár                                  | 1941     |
| február 10. | Heinz Fütterer       | Olimpiai bronzérmes, Európa-bajnok német atléta, rövidtávfutó       | 1931     |
| február 10. | Fernando Peres       | Világbajnoki bronzérmes portugál válogatott labdarúgó, edző         | 1943     |
| február 10. | Maximilian Reinelt   | Olimpiai, világ- és Európa-bajnok német evezős                      | 1988     |
| február 10. | Maura Viceconte      | Európa-bajnoki bronzérmes olasz atléta, hosszútávfutó               | 1967     |
| február 12. | Gordon Banks         | Világbajnok és Európa-bajnoki bronzérmes angol válogatott labdarúgó | 1937     |
| február 14. | Michel Bernard       | Francia atléta, közép- és hosszútávfutó olimpikon                   | 1931     |
| február 17. | Frederico Rosa       | Portugál válogatott labdarúgó, hátvéd                               | 1957     |
| február 19. | Robert Héliès        | Francia nemzetközi labdarúgó-játékvezető                            | 1927     |
| február 19. | Don Newcombe         | World Series bajnok amerikai baseballjátékos                        | 1926     |
| február 22. | Werner Ipta          | Német labdarúgó, csatár                                             | 1942     |
| február 24. | Raymond Bellot       | Világbajnoki bronzérmes francia válogatott labdarúgó                | 1929     |
| február 25. | Waldo Machado        | Brazil válogatott labdarúgó, edző                                   | 1934     |
| február 26. | Ivar Nilsson         | Világbajnoki bronzérmes svéd gyorskorcsolyázó, olimpikon            | 1939     |
| február 26. | Rátonyi Gábor        | Magyar úszó, öttusázó, edző, politikus                              | 1952     |

### Március
| Halálozás   | Név                               | Nemzetiség, sportág, eredmények                                                                                                 | Születés |
| ----------- | --------------------------------- | --- | -------- |
| március 3.  | Farkas József                     | Európa-bajnoki ezüstérmes magyar röplabdázó, sportfotóművész                                                                    | 1938     |
| március 3.  | Eric Caldow                       | Skót válogatott labdarúgó, hátvéd, edző                                                                                         | 1934     |
| március 6.  | Daniel Rudisha                    | Olimpiai ezüstérmes kenyai atléta                                                                                               | 1945     |
| március 13. | Neuber Alajos                     | Magyar nemzeti labdarúgó-játékvezető                                                                                            | 1924     |
| március 13. | Andrea Pollack                    | Olimpiai és Európa-bajnok német úszó                                                                                            | 1961     |
| március 14. | Novák Ilona                       | Olimpiai bajnok magyar úszó | 1925     |
| március 14. | Charlie Whiting                   | Brit sportbíró, a Nemzetközi Automobil Szövetség Formula–1-es versenyigazgatója, a sportág műszaki osztályának állandó vezetője | 1952     |
| március 15. | Lam Jones                         | Olimpiai bajnok amerikai rövidtávfutó, amerikaifutball-játékos                                                                  | 1958     |
| március 17. | Ulf Bengtsson                     | Európa-bajnok és világbajnoki ezüstérmes svéd asztaliteniszező                                                                  | 1960     |
| március 17. | Víctor Genes                      | Paraguayi válogatott labdarúgó, edző                                                                                            | 1961     |
| március 18. | Kenneth To                        | / Ausztrál-hongkongi úszó | 1992     |
| március 23. | Lina Anatoljevna Cserjazova       | / Olimpiai és világbajnok szovjet-üzbég síakrobata                                                                              | 1968     |
| március 26. | Ted Burgin                        | Angol labdarúgókapus | 1927     |
| március 26. | Martin Miklós                     | Olimpiai és Európa-bajnok bajnok magyar vízilabdázó                                                                             | 1931     |
| március 26. | Ali Mema                          | Albán válogatott labdarúgó, középpályás, edző                                                                                   | 1943     |
| március 27. | Jan Dydak                         | Olimpiai és Európa-bajnoki bronzérmes lengyel ökölvívó                                                                          | 1968     |
| március 28. | Anderkó Ottó                      | Román nemzetközi labdarúgó-játékvezető                                                                                          | 1935     |
| március 28. | Vlagyimir Szergejevics Baszalajev | / Szovjet válogatott orosz labdarúgó, hátvéd                                                                                    | 1945     |

### Április
| Halálozás   | Név                              | Nemzetiség, sportág, eredmények                                | Születés |
| ----------- | -------------------------------- | -------------------------------------------------------------- | -------- |
| április 1.  | Dimitar Dobrev                   | Olimpiai bajnok és olimpiai ezüstérmes bolgár birkózó          | 1931     |
| április 2.  | Sergio Valdés                    | Világbajnoki bronzérmes chilei válogatott labdarúgó            | 1935     |
| április 14. | Abdallah Lamrani                 | Marokkói válogatott labdarúgó, hátvéd, olimpikon               | 1946     |
| április 15. | Alekszandar Kosztov              | Bolgár válogatott labdarúgó                                    | 1938     |
| április 15. | Joaquim Alberto Silva            | Angolai válogatott labdarúgó, csatár                           | 1974     |
| április 18. | Ivo Frosio                       | Svájci válogatott labdarúgó                                    | 1930     |
| április 18. | Siegmar Wätzlich                 | Olimpiai bronzérmes német labdarúgó                            | 1947     |
| április 19. | Jurij Igorjevics Pimenov         | / Világbajnok és olimpiai ezüstérmes szovjet-orosz evezős      | 1958     |
| április 20. | Karl Grob                        | Svájci válogatott labdarúgó, kapus                             | 1946     |
| április 22. | Billy McNeill                    | Skót válogatott labdarúgó, edző                                | 1940     |
| április 23. | Juan José Muñante                | Perui válogatott labdarúgó, csatár                             | 1948     |
| április 24. | Szergej Valentyinovics Pogorelov | Olimpiai, világ- és Európa-bajnok orosz válogatott kézilabdázó | 1974     |
| április 25. | Faty Papy                        | Burundi válogatott labdarúgó                                   | 1990     |
| április 26. | Jimmy Banks                      | Amerikai válogatott labdarúgó, hátvéd                          | 1964     |
| április 29. | Carlo Abate                      | Olasz autóversenyző, Formula–1-es pilóta                       | 1932     |
| április 29. | Stevie Chalmers                  | Skót válogatott labdarúgó                                      | 1935     |
| április 29. | Josef Šural                      | Cseh válogatott labdarúgó                                      | 1990     |

### Május
| Halálozás | Név                         | Nemzetiség, sportág, eredmények                              | Születés |
| --------- | --------------------------- | ------------------------------------------------------------ | -------- |
| május 1.  | Dinko Dermendzsiev          | Bolgár válogatott labdarúgó, edző                            | 1941     |
| május 10. | Jon Gittens                 | Angol labdarúgó, hátvéd, edző                                | 1964     |
| május 18. | Manfred Burgsmüller         | Nyugatnémet válogatott német labdarúgó, csatár               | 1949     |
| május 18. | Quentin Pongia              | Új-zélandi rögbijátékos                                      | 1970     |
| május 18. | Mitch Wilson                | Kanadai jégkorongozó                                         | 1962     |
| május 22. | Joar Hoff                   | Norvég labdarúgó, edző                                       | 1939     |
| május 24. | Oleg Szergejevics Golovanov | / Olimpiai bajnok szovjet-orosz evezős                       | 1934     |
| május 25. | Karel Masopust              | Olimpiai ezüstérmes csehszlovák válogatott cseh jégkorongozó | 1942     |
| május 25. | Nicolae Pescaru             | Román válogatott labdarúgó                                   | 1943     |
| május 29. | Bayram Şit                  | Olimpiai bajnok török birkózó                                | 1930     |

### Június
| Halálozás  | Név                  | Nemzetiség, sportág, eredmények                                   | Születés |
| ---------- | -------------------- | ----------------------------------------------------------------- | -------- |
| június 3.  | Jurica Jerković      | Jugoszláv válogatott horvát labdarúgó                             | 1950     |
| június 5.  | Wilfried Kohlars     | Német labdarúgó, középpályás                                      | 1939     |
| június 9.  | Juhani Wahlsten      | Finn válogatott jégkorongozó, olimpikon, edző                     | 1938     |
| június 11. | Carl Bertelsen       | Dán válogatott labdarúgó                                          | 1937     |
| június 12. | Kun Lajos            | Magyar labdarúgó, csatár                                          | 1958     |
| június 13. | Rosario Parmegiani   | Olimpiai bajnok olasz vízilabdázó                                 | 1937     |
| június 16. | Köteles Erzsébet     | Olimpiai és világbajnok magyar tornásznő, testnevelő tanár        | 1924     |
| június 20. | Gerald Messlender    | Osztrák válogatott labdarúgó, hátvéd                              | 1961     |
| június 20. | Rubén Suñé           | Argentin válogatott labdarúgó, középpályás                        | 1947     |
| június 23. | Žarko Varajić        | / Olimpiai ezüstérmes, Európa-bajnok jugoszláv-szerb kosárlabdázó | 1951     |
| június 23. | Fernando Roldán      | Chilei válogatott labdarúgó, hátvéd                               | 1921     |
| június 24. | Jörg Stübner         | Keletnémet válogatott német labdarúgó, középpályás                | 1965     |
| június 26. | Harálambosz Holídisz | Olimpiai és világbajnoki bronzérmes görög birkózó                 | 1956     |
| június 28. | Şükrü Birand         | Török válogatott labdarúgó, hátvéd                                | 1944     |
| június 29. | Florijana Ismaili    | Svájci válogatott női labdarúgó                                   | 1995     |

### Július
| Halálozás  | Név               | Nemzetiség, sportág, eredmények                              | Születés |
| ---------- | ----------------- | ------------------------------------------------------------ | -------- |
| július 1.  | Popovics Sándor   | Magyar labdarúgó, edző                                       | 1939     |
| július 1.  | Tyler Skaggs      | Amerikai baseballjátékos                                     | 1991     |
| július 3.  | Koldo Aguirre     | Spanyol válogatott baszk labdarúgó, középpályás, edző        | 1939     |
| július 3.  | Vasco Tagliavini  | Olasz labdarúgó, hátvéd, edző                                | 1937     |
| július 6.  | Parviz Dzsalajer  | Olimpiai ezüstérmes és Ázsia Játékok bajnok iráni súlyemelő  | 1939     |
| július 12. | Abdul Hamid       | Olimpiai bajnok pakisztáni gyeplabdázó                       | 1927     |
| július 17. | Robert Waseige    | Belga labdarúgó, edző                                        | 1939     |
| július 17. | Warren Cole       | Olimpiai bajnok új-zélandi evezős                            | 1940     |
| július 23. | Jan Hrbatý        | Olimpiai ezüstérmes csehszlovák válogatott cseh jégkorongozó | 1942     |
| július 25. | Jorma Kinnunen    | Olimpiai ezüstérmes finn atléta, gerelyhajító                | 1941     |
| július 29. | Egil Danielsen    | Olimpiai bajnok norvég atléta, gerelyhajító                  | 1933     |
| július 29. | Vaszil Metodiev   | Bolgár válogatott labdarúgó, edző                            | 1935     |
| július 29. | Werner von Moltke | Európa-bajnok német atléta, tízpróbázó                       | 1936     |
| július 29. | Zdenek Srstka     | Európa-bajnok csehszlovák súlyemelő                          | 1935     |
| július 31. | Füzes Gyula       | Magyar válogatott kézilabdázó, edző, sportvezető             | 1947     |
| július 31. | Jean-Luc Thérier  | Rali-világbajnok francia autóversenyző                       | 1945     |

### Augusztus
| Halálozás     | Név                        | Nemzetiség, sportág, eredmények                                                    | Születés |
| ------------- | -------------------------- | ---------------------------------------------------------------------------------- | -------- |
| augusztus 1.  | Jack Dolbin                | Amerikai amerikai futball-játékos                                                  | 1948     |
| augusztus 1.  | Günter Perleberg           | Olimpiai és világbajnok német kenus                                                | 1935     |
| augusztus 1.  | Milovan Minja Prelević     | Montenegrói labdarúgóedző                                                          | 1970     |
| augusztus 1.  | Harley Race                | Amerikai profi pankrátor                                                           | 1943     |
| augusztus 2.  | Gildo Cunha do Nascimento  | Brazil labdarúgó                                                                   | 1939     |
| augusztus 2.  | Dawid Kostecki             | Lengyel profi ökölvívó                                                             | 1981     |
| augusztus 3.  | Ambrus Miklós              | Olimpiai és Európa-bajnok magyar vízilabdázó                                       | 1933     |
| augusztus 3.  | Basil Heatley              | Olimpiai ezüstérmes brit atléta, hosszútávfutó                                     | 1933     |
| augusztus 3.  | Michael Troy               | Olimpiai bajnok amerikai úszó                                                      | 1940     |
| augusztus 4.  | Prudencio Cardona          | Kolumbiai profi ökölvívó, olimpikon                                                | 1951     |
| augusztus 4.  | Harald Nickel              | Nyugatnémet válogatott német labdarúgó, csatár                                     | 1953     |
| augusztus 5.  | Josef Kadraba              | Csehszlovák válogatott cseh labdarúgó                                              | 1933     |
| augusztus 5.  | Bjorg Lambrecht            | Belga kerékpárversenyző                                                            | 1997     |
| augusztus 5.  | John Lowey                 | Angol labdarúgó                                                                    | 1958     |
| augusztus 9.  | Altair Gomes de Figueiredo | Világbajnok brazil válogatott labdarúgó                                            | 1938     |
| augusztus 9.  | Fahrudin Jusufi            | / Olimpiai bajnok és Európa-bajnoki ezüstérmes szerb labdarúgó, kapus, edző        | 1939     |
| augusztus 9.  | Oscar Malbernat            | Argentin válogatott labdarúgó                                                      | 1944     |
| augusztus 11. | Darryl Drake               | Amerikai amerikaifutball-játékos, edző                                             | 1956     |
| augusztus 11. | Walter Martínez            | Hondurasi válogatott labdarúgó                                                     | 1982     |
| augusztus 12. | José Luis Brown            | Világbajnok argentin válogatott labdarúgó, edző                                    | 1956     |
| augusztus 12. | Florin Halagian            | Román labdarúgó, edző                                                              | 1939     |
| augusztus 13. | Takács Béla                | Magyar labdarúgókapus, magyar bajnok és kupagyőztes                                | 1940     |
| augusztus 13. | Vladimír Ptáček            | Csehszlovák válogatott cseh kosárlabdázó, olimpikon                                | 1954     |
| augusztus 14. | Karim Olowu                | Nigériai atléta, sprinter, távolugró, olimpikon                                    | 1924     |
| augusztus 16. | Felice Gimondi             | Giro d’Italia, Tour de France és Vuelta a España győztes olasz profi kerékpáros    | 1942     |
| augusztus 18. | Robert Ouko                | Olimpiai bajnok kenyai atléta                                                      | 1948     |
| augusztus 19. | Csóka József               | Magyar labdarúgó, edző                                                             | 1936     |
| augusztus 19. | Zakir Hussain              | Olimpiai bajnok pakisztáni gyeplabdázó                                             | 1934     |
| augusztus 21. | Ifeanyi Chiejine           | Afrikai nemzetek kupája bronzérmes nigériai női labdarúgó, csatár                  | 1983     |
| augusztus 21. | Norma Croker               | Olimpiai bajnok ausztrál atléta, rövidtávfutó, távolugró                           | 1934     |
| augusztus 21. | Kurt Stendal               | Dán válogatott labdarúgó, középpályás                                              | 1951     |
| augusztus 22. | Junior Agogo               | Afrikai nemzetek kupája bronzérmes ghánai válogatott labdarúgó                     | 1979     |
| augusztus 22. | Tom Nissalke               | Amerikai kosárlabdaedző                                                            | 1932     |
| augusztus 23. | Egon Zimmermann            | Olimpiai és világbajnok osztrák alpesisíző                                         | 1939     |
| augusztus 24. | Tex Clevenger              | Amerikai baseballjátékos                                                           | 1932     |
| augusztus 24. | Dick Woodard               | Amerikai amerikai futball játékos                                                  | 1926     |
| augusztus 26. | Colin Clark                | CONCACAF-aranykupa ezüstérmes amerikai válogatott labdarúgó                        | 1984     |
| augusztus 27. | Jessi Combs                | Amerikai autóversenyző                                                             | 1983     |
| augusztus 28. | Pascal Gnazzo              | Francia országútikerékpáros                                                        | 1920     |
| augusztus 28. | Donnie Green               | Amerikai amerikai futball játékos                                                  | 1948     |
| augusztus 28. | Nicolás Leoz               | Paraguay-i sportújságíró, sportdiplomata és sporttisztségviselő, a CONMEBOL elnöke | 1928     |
| augusztus 29. | Jean Guillou               | Francia tornász, olimpikon                                                         | 1931     |
| augusztus 29. | Janusz Hajnos              | Lengyel válogatott jégkorongozó, olimpikon                                         | 1968     |
| augusztus 29. | Juhani Kärkinen            | Világbajnok finn síugró, olimpikon                                                 | 1935     |
| augusztus 29. | Jim Langer                 | Super Bowl-győztes amerikai amerikaifutball-játékos, Pro Football Hall of Fame-tag | 1948     |
| augusztus 29. | Randy Romero               | Amerikai lovas zsoké, National Museum of Racing and Hall of Fame-tag               | 1957     |
| augusztus 30. | Lamberto Giorgis           | Olasz labdarúgó, edző                                                              | 1932     |
| augusztus 31. | Jeff Blackshear            | Amerikai amerikai futball-játékos                                                  | 1969     |
| augusztus 31. | Anthoine Hubert            | Francia autóversenyző                                                              | 1996     |
| augusztus 31. | Hal Naragon                | Amerikai baseball játékos                                                          | 1928     |

### Szeptember
| Halálozás      | Név                 | Nemzetiség, sportág, eredmények                                                                                      | Születés |
| -------------- | ------------------- | --- | -------- |
| szeptember 4.  | Edgardo Andrada     | Argentin válogatott labdarúgó, kapus                                                                                 | 1939     |
| szeptember 4.  | Felipe Ruvalcaba    | mexikói válogatott labdarúgó, középpályás                                                                            | 1941     |
| szeptember 5.  | Konno Akicugu       | Olimpiai ezüstérmes japán síugró                                                                                     | 1944     |
| szeptember 6.  | Chester Williams    | Világkupa-győztes dél-afrikai válogatott rögbijátékos                                                                | 1970     |
| szeptember 9.  | Danny Frawley       | Ausztrál ausztrál futballista                                                                                        | 1963     |
| szeptember 9.  | Dulce García        | Pánamerikai bajnok kubai atléta, gerelyhajító, olimpikon                                                             | 1965     |
| szeptember 10. | Sam Davis           | Super Bowl-győztes amerikai amerikaifutball-játékos                                                                  | 1944     |
| szeptember 13. | Larry Garron        | Amerikai amerikaifutball-játékos                                                                                     | 1937     |
| szeptember 13. | Bruno Grandi        | Olasz sportdiplomata, a Nemzetközi Torna Szövetség elnöke, 1996 és 2000 között a Nemzetközi Olimpiai Bizottság tagja | 1934     |
| szeptember 13. | Rudi Gutendorf      | Német labdarúgóedző                                                                                                  | 1926     |
| szeptember 18. | Fernando Ricksen    | Holland válogatott labdarúgó                                                                                         | 1976     |
| szeptember 20. | Howard Cassady      | NFL-bajnok amerikai amerikaifutball-játékos                                                                          | 1934     |
| szeptember 23. | Artūras Rimkevičius | Litván válogatott labdarúgó                                                                                          | 1983     |
| szeptember 26. | Molnár Imre         | Európa-bajnoki bronzérmes magyar tornász, edző, testnevelő tanár                                                     | 1949     |
| szeptember 30. | Ben Pon             | Holland autóversenyző, Formula–1-es pilóta, sportlövő olimpikon                                                      | 1936     |

### Október
| Halálozás   | Név                              | Nemzetiség, sportág, eredmények                                               | Születés |
| ----------- | -------------------------------- | ----------------------------------------------------------------------------- | -------- |
| október 1.  | Wolfgang Perner                  | Olimpiai bronzérmes osztrák sílövő                                            | 1967     |
| október 2.  | Csík Ferenc                      | Magyar válogatott labdarúgó, középpályás                                      | 1962     |
| október 2.  | Dzsafar Kasani                   | Iráni válogatott labdarúgó, hátvéd                                            | 1944     |
| október 2.  | Hanno Selg                       | / Olimpiai ezüstérmes szovjet-észt öttusázó                                   | 1932     |
| október 3.  | Balogh Márta                     | Világbajnok magyar válogatott kézilabdázó                                     | 1943     |
| október 9.  | Andrés Gimeno                    | Spanyol teniszező                                                             | 1937     |
| október 12. | Nanni Galli                      | Olasz autóversenyző, Formula–1-es pilóta                                      | 1940     |
| október 12. | Josikava Josihisza               | Olimpiai bronzérmes és ázsiai játékok bajnok japán sportlövő                  | 1934     |
| október 14. | Danny Grant                      | Stanley-kupa-győztes kanadai jégkorongozó                                     | 1945     |
| október 15. | Schulteisz Gyula                 | Magyar labdarúgó, hátvéd                                                      | 1953     |
| október 15. | Szong Szuncshon                  | Olimpiai ezüstérmes és ázsiai játékok bronzérmes koreai ökölvívó              | 1934     |
| október 16. | Andrej Vlagyiszlavovics Szmirnov | / Világ- és Európa-bajnoki ezüstérmes, olimpiai bronzérmes szovjet–orosz úszó | 1957     |
| október 18. | Rui Jordão                       | Európa-bajnoki bronzérmes portugál válogatott labdarúgó                       | 1952     |
| október 22. | Hrísztosz Arhondídisz            | Görög labdarúgóedző, szövetségi kapitány                                      | 1938     |
| október 23. | Bernie Parrish                   | Amerikai amerikaifutball-játékos, NFL-bajnok                                  | 1936     |
| október 25. | Renzo Burini                     | Olasz válogatott labdarúgó, csatár, olimpikon                                 | 1927     |
| október 28. | Ron Dunlap                       | Amerikai kosárlabdázó                                                         | 1946     |
| október 28. | Art Foley                        | Ír hurlingjátékos                                                             | 1928     |
| október 28. | Al Bianchi                       | Amerikai kosárlabdázó, edző                                                   | 1932     |
| október 30. | Russell Brookes                  | Brit raliversenyző                                                            | 1945     |
| október 30. | Ron Fairly                       | World Series-győztes amerikai baseballjatákos                                 | 1938     |
| október 31. | Tarania Clarke                   | Jamaikai válogatott labdarúgó                                                 | 1999     |

### November
| Halálozás    | Név                            | Nemzetiség, sportág, eredmények                                                   | Születés |
| ------------ | ------------------------------ | --------------------------------------------------------------------------------- | -------- |
| november 4.  | Jacques Dupont                 | Olimpiai bajnok francia kerékpárversenyző                                         | 1928     |
| november 4.  | Yılmaz Gökdel                  | Török válogatott labdarúgó, csatár, edző                                          | 1940     |
| november 4.  | Dmitrij Andrejevics Vaszilenko | Olimpiai bajnok orosz tornász                                                     | 1975     |
| november 7.  | Heinz Höher                    | Német válogatott labdarúgó, csatár, edző, olimpikon                               | 1938     |
| november 7.  | Fiorella Negro                 | Olasz műkorcsolyázó, olimpikon                                                    | 1938     |
| november 8.  | Anatolij Fjodorovics Krutyikov | Európa-bajnok orosz labdarúgó, edző                                               | 1933     |
| november 10. | Szívós István                  | Olimpiai, világ- és Európa-bajnok magyar vízilabdázó, edző, sportvezető, fogorvos | 1948     |
| november 10. | Luciano De Genova              | Világ- és Európa-bajnoki ezüstérmes olasz súlyemelő, olimpikon                    | 1931     |
| november 11. | Josef Hontheim                 | Német nemzeti labdarúgó-játékvezető                                               | 1938     |
| november 12. | Tagucsi Micuhisza              | Japán válogatott labdarúgó                                                        | 1955     |
| november 13. | José Luis Veloso               | Spanyol válogatott labdarúgó, csatár                                              | 1937     |
| november 15. | Tony Mann                      | Ausztrál válogatott krikettjátékos                                                | 1945     |
| november 16. | Irma Cordero                   | Pánamerikai játékok ezüstérmes perui röplabdázó, olimpikon                        | 1942     |
| november 16. | Johnny Wheeler                 | Angol válogatott labdarúgó, fedezet                                               | 1928     |
| november 17. | Jiřina Čermáková               | Olimpiai ezüstérmes csehszlovák válogatott cseh gyeplabdázó                       | 1944     |
| november 21. | Bengt-Erik Grahn               | Svéd alpesisíző, olimpikon                                                        | 1941     |
| november 21. | Val Heim                       | Amerikai baseballjátékos                                                          | 1920     |
| november 22. | Daniel Leclercq                | Francia labdarúgó, hátvéd, edző                                                   | 1949     |
| november 22. | Joaquim Moutinho               | Portugál raliversenyző                                                            | 1951     |
| november 22. | Bowen Stassforth               | Olimpiai ezüstérmes és pánamerikai bajnok amerikai úszó                           | 1926     |
| november 25. | Martin Harvey                  | Északír válogatott labdarúgó, fedezet, edző                                       | 1941     |
| november 26. | Köbi Kuhn                      | Svájci válogatott labdarúgó, edző                                                 | 1943     |
| november 26. | Bruno Nicolè                   | Olasz válogatott labdarúgó, csatár                                                | 1940     |
| november 28. | Pim Verbeek                    | Holland labdarúgó, edző                                                           | 1956     |
| november 30. | Petr Málek                     | Olimpiai ezüstérmes cseh sportlövő                                                | 1961     |

### December
| Halálozás    | Név                            | Nemzetiség, sportág, eredmények                                           | Születés |
| ------------ | ------------------------------ | ------------------------------------------------------------------------- | -------- |
| december 1.  | Henri Biancheri                | Francia válogatott labdarúgó                                              | 1932     |
| december 1.  | Miguelina Cobián               | Olimpiai és pánamerikai játékok ezüstérmes kubai atléta, rövidtávfutó     | 1941     |
| december 1.  | Pat Sullivan                   | Amerikai amerikaifutball-játékos és egyetemi edző                         | 1950     |
| december 2.  | George Atkinson III.           | Amerikai amerikaifutball-játékos                                          | 1992     |
| december 2.  | Francesco Janich               | Olasz válogatott labdarúgóhátvéd                                          | 1937     |
| december 2.  | Fred Storey                    | Világbajnok kanadai curlingjátékos                                        | 1932     |
| december 9.  | Detlef Pirsig                  | Német labdarúgó, hátvéd, edző                                             | 1945     |
| december 12. | Jorge Hernández Padrón         | Olimpiai- és világbajnok, pánamerikai játékok bajnok kubai ökölvívó       | 1954     |
| december 12. | Peter Snell                    | Olimpiai bajnok új-zélandi atléta                                         | 1938     |
| december 13. | Benur Pasaján                  | / Világ- és Európa-bajnok szovjet-örmény birkózó, sportvezető             | 1959     |
| december 16. | Basil Butcher                  | Guyanai válogatott krikettjátékos                                         | 1933     |
| december 16. | George Ferguson                | Kanadai jégkorongozó                                                      | 1952     |
| december 16. | Rich Rundles                   | Amerikai baseballjátékos                                                  | 1981     |
| december 17. | Karin Balzer                   | Olimpiai és Európa-bajnok német atléta, gátfutó                           | 1938     |
| december 17. | Hayden Fry                     | Amerikai amerikaifutball-edző                                             | 1929     |
| december 17. | Bronco Horvath                 | Kanadai jégkorongozó                                                      | 1930     |
| december 17. | Scot Kleinendorst              | Amerikai jégkorongozó                                                     | 1960     |
| december 19. | Saoul Mamby                    | Amerikai ökölvívó                                                         | 1947     |
| december 20. | Billy Hughes                   | Skót válogatott labdarúgó                                                 | 1948     |
| december 20. | Junior Johnson                 | Amerikai autóversenyző, NASCAR-pilóta                                     | 1931     |
| december 20. | Eduard Krieger                 | Osztrák válogatott labdarúgó, hátvéd és középpályás                       | 1946     |
| december 20. | Roland Matthes                 | Olimpiai, világ- és Európa-bajnok német úszó                              | 1950     |
| december 20. | Jurij Pavlovics Psenyicsnyikov | / Szovjet válogatott orosz labdarúgókapus                                 | 1940     |
| december 21. | Sztefan Angelov                | Olimpiai bronzérmes bolgár birkózó                                        | 1947     |
| december 21. | Martin Peters                  | Világbajnok és Európa-bajnoki bronzérmes angol válogatott labdarúgó, edző | 1943     |
| december 21. | Zahorecz Krisztián             | Magyar labdarúgó                                                          | 1975     |
| december 22. | Fritz Künzli                   | Svájci válogatott labdarúgó                                               | 1946     |
| december 23. | Alan Harrington                | Walesi válogatott labdarúgó, hátvéd                                       | 1933     |
| december 24. | Walter Horak                   | Osztrák válogatott labdarúgócsatár                                        | 1931     |
| december 24. | Szergej Karimov                | Kazah válogatott labdarúgó, hátvéd                                        | 1986     |
| december 25. | Johnny Matthews                | Angol labdarúgó, edző                                                     | 1946     |
| december 26. | Hans-Jörg Criens               | Nyugatnémet olimpiai válogatott német labdarúgó, csatár                   | 1960     |
| december 26. | Elbert Dubenion                | Amerikai amerikaifutball-játékos                                          | 1933     |
| december 26. | Duncan MacKay                  | Skót válogatott labdarúgó, edző                                           | 1937     |
| december 26. | Eigil Nielsen                  | Dán válogatott labdarúgó, középpályás                                     | 1948     |
| december 27. | Ilíasz Roszídisz               | Görög válogatott labdarúgó, hátvéd                                        | 1927     |
| december 31. | Ivo-Valentino Tomaš            | Horvát labdarúgó                                                          | 1993     |

## Jelentős sporteredmények
Január
- Michael van Gerwen nyerte a 2019-es PDC-dartsvilágbajnokságot.[1]
- Kobajasi Rjójú nyerte a síugró négysánversenyt.[2]
- Magyarország lett az első a 2019-es rövidpályás gyorskorcsolya-Európa-bajnokság éremtáblázatán négy arany-, négy ezüst- és egy bronzéremmel.[3]
- Dánia válogatottja nyerte meg a 2019-es férfi kézilabda-világbajnokságot.[4]

Február
- Liu Shaolin Sándor, Kozák Danuta, a férfi rövid pályás gyorskorcsolyaváltó és a Győri Audi ETO csapata a 2019-es Év Sportolója-gála főbb kategóriáinak díjazottja.
- Majthényi Szabolcs és Domokos András 13. alkalommal lett repülő hollandi világbajnok.[5]

Március
- Márton Anita bronzérmet szerzett a 2019-es fedett pályás atlétikai Európa-bajnokságon.[6]
- A férfi rövid pályás gyorskorcsolyaváltó bronzérmet szerez a világbajnokságon.
- Marcel Hirschler és Mikaela Shiffrin lett az alpesi síző Világkupa győztese.
- Major Veronika légpisztolyosok versenyében bronzérmes a sportlövők Európa-bajnokságán.

Április
- A magyar női jégkorong-válogatott története során először feljutott a legmagasabb osztályba, az elit-világbajnokság mezőnyébe, miután megnyerte a 2019-es női IIHF divízió I-es jégkorong-világbajnokságot.[7]
- A magyar birkózó-válogatott egy aranyérmet és négy bronzérmet szerzett az Európa-bajnokságon.
- A Sopron Basket csapata negyedik lett az Euroligában.[8]
- A Ferencváros 30. alkalommal nyerte meg a magyar labdarúgó-bajnokságot.

Május
- Judd Trump lett a sznúker-világbajnokság győztese.
- A Siófok KC az EHF-kupát, a Győri Audi ETO KC pedig a Bajnokok Ligáját nyerte meg.[9][10]
- Berecz Zsombor ezüstérmes lett a finn dingi Európa-bajnokságon.[11]
- Gádorfalvi Áron ezüstérmes lett a szörfözők Európa-bajnokságán.
- A Chelsea nyerte meg az Európa-ligát.
- Finnország lett a 2019-es IIHF jégkorong-világbajnokság győztese.

Június
- Liverpool FC nyerte meg a Bajnokok Ligáját.[12]
- Babos Tímea Kristina Mladenoviccsal az oldalán megnyerte a 2019-es Roland Garros női párosainak versenyét.
- A Ferencváros nyerte meg a férfi vízilabda-bajnokok ligáját.[13]
- A St. Luis Blues csapata nyerte meg a National Hockey League 2018-2019-es kiírását.
- Magyarország válogatottja nyerte meg a junior kézilabda-Európa-bajnokságot.[14]
- A 2019. évi Európa játékokon Magyarország 4 aranyérmet, 6 ezüstérmet és kilenc bronzérmet szerzett.

Július
- Brazília nyerte meg a Copa Américát.[15]
- Magyarország egy aranyérmet és két bronzérmet szerzett a 2019. évi nyári universiadén.
- A 2019-es úszó-világbajnokságon Magyarország öt aranyéremmel az éremtáblázat ötödik helyén végzett.
- Siklósi Gergely aranyérmes lett a vívó-világbajnokságon.[16]
- Egan Bernal nyerte a Tour de Franc-t.

Augusztus
- A Liverpool nyerte meg a 2019-es UEFA-szuperkupát.[17]
- Magyarország 5 aranyérmet, 4 ezüstérmet és 3 bronzérmet szerzett a 2019-es gyorsasági kajak-kenu világbajnokságon.
- Galambos Péter ezüstérmes lett az evezős-világbajnokságon.[18]

Szeptember
- A Budapesten rendezett 2019-es öttusa-világbajnokságon a magyar csapat két ezüstérmet szerzett.
- Hölle Martin világbajnok lett a kettesfogat-hajtók világbajnokságán.
- Majthényi Szabolcs és Domokos András Európa-bajnoki címet szerzett repülő hollandiban.[19]
- A 2019-es birkózó-világbajnokságon Lőrincz Tamás aranyérmet szerzett.[20]
- Major Veronika Európa-bajnoki ezüstérmet szerzett a sportlövők kontinensviadalán.
- Zsóri Dániel kapta a FIFA Puskás Ferenc-díját.[21]

Október
- Halász Bence bronzérmes lett kalapácsvetésben a 2019-es atlétikai világbajnokságon.[22]

November
- A Ferencváros nyerte a férfi vízilabda-szuperkupát.
- Babos Tímea és Kristina Mladenovic nyerte a 2019-es WTA Finals páros versenyét.
- Lewis Hamilton lett a 2019-es Formula–1 világbajnokság győztese.[23]
- Franciaország nyerte a tenist Fed-kupát, Spanyolország pedig a Davis-kupát.

December
- Lionel Messi kapta az Aranylabdát.[24]
- Hollandia nyerte meg a 2019-es női kézilabda-világbajnokságot.[25]
- A magyar csapat 4 aranyéremmel, 4 ezüstéremmel és 3 bronzéremmel negyedik helyen végzett a 2019-es rövid pályás úszó-Európa-bajnokság éremtáblázatán.[26]
- Michelisz Norbert nyerte meg a 2019-es túraautó-világkupát.[27]
- Berecz Zsombor világbajnoki bronzérmet szerzett finn dingiben.